# 中國銀行大廈 (新加坡)
中國銀行大廈位於新加坡百得利路4號，由巴馬丹拿設計，於1953年落成，樓高16層，直到1974年都是新加坡核心商業區內最高的建築物（被大華銀行大廈第二座所取代）。
擴建工程於2000年完成，新座高168米，共36層，亦由同一公司設計。
- 守護正門的石獅子

## 外部連結
- 官方网站